# منیک استریت پریچرز
منیک استریت پریچرز (انگلیسی: Manic Street Preachers) نام یک گروه موسیقی راک ولزی است که در ۱۹۸۶ در بلکوود، ولز تشکیل شد. اشخاص اصلی گروه جیمز دین بردفیلد (خواننده، گیتار لید) نیکی وایر (گیتار بیس، ترانه‌سرا) و شان مور (درامز، پرکاشن) هستند. گروه با نام منیکز (به انگلیسی: Manics) نیز شناخته می‌شود.